# Classe 3000
Classe 3000 (Class of 3000) è una serie televisiva animata statunitense del 2006, creata da André 3000 e Thomas W. Lynch.
La serie segue la superstar e insegnante di musica Sunny Bridges che insegna a un gruppo di studenti della Westley School of Performing Arts di Atlanta, in Georgia. Bridges è un artista jazz e blues che occasionalmente tiene conferenze nella zona residenziale di Little Five Points ad Atlanta.

## Produzione
Prodotta da Tom Lynch Company, Moxie Turtle e Cartoon Network Studios, è l'ultima serie originale di Cartoon Network ad essere presentata in anteprima quando Jim Samples era direttore generale e vicepresidente esecutivo di Cartoon Network, poiché in seguito si è dimesso in seguito all'allarme bomba di Boston del 2007 causato dai led dei Lunamiani per promuovere il film Aqua Teen Hunger Force Colon Movie Film for Theaters.
La serie è stata trasmessa per la prima volta negli Stati Uniti su Cartoon Network dal 3 novembre 2006 al 25 maggio 2008, per un totale di 26 episodi ripartiti su due stagioni. In Italia è stata trasmessa su Cartoon Network dall'8 settembre 2007 al 2008.

## Trama
Classe 3000 è incentrata su un famoso ex-musicista, Sunny Bridges, e di sette ragazzi aspiranti musicisti della scuola Westley che cercano un nuovo insegnante di musica. Nel corso dei primi due episodi grazie alla determinazione di Li'L D, il batterista del gruppo scolastico, Sunny Bridges vedrà in questi ragazzi sé stesso da giovane, e deciderà di diventare il loro nuovo insegnante di musica, nonché amico e compagno di mille divertenti avventure.

## Episodi
| Stagione         | Episodi | Prima TV USA | Prima TV Italia |
| ---------------- | ------- | ------------ | --------------- |
| Prima stagione   | 13      | 2006-2007    | 2007            |
| Seconda stagione | 15      | 2007-2008    | 2007-2008       |

## Personaggi

### Personaggi principali
- Sunny Bridges, voce originale di André 3000, italiana di Andrea Zalone.

Ex-suonatore e attuale insegnante della scuola Westley. Il suo cellulare ha circa quattro miliardi di numeri. Il suo mentore è il Saxista Teothis Bullfrog Sax. Anche se la prima apparizione di Sunny lo mostrava con un sassofono, non esiste strumento che non sappia suonare. Vive in una grande villa in un bosco. Il personaggio è chiaramente ispirato al cantante e leader degli OutKast André 3000.
- Albert Dilbert "Lil' D" Lohrasses, voce originale di Small Fire, italiana di Tommaso Zalone.

Noto semplicemente come Lil' D, è un ragazzo afroamericano sempre con indosso un capello, determinato e sempre ottimista. Aspirante batterista è un grandissimo fan di Sunny ed è orgoglioso di averlo come insegnante. È il leader del gruppo e, nonostante sia molto determinato, spesso appare ingenuo e sempliciotto.
- Madison Spaghettini Papadopoulos, voce originale di Jennifer Hale, italiana di Tiziana Martello.

Svampita ma simpatica ragazza che adora i coniglietti e animaletti vari, porta sempre un vestito colorato e una fascia bianca nei suoi capelli biondi ed è molto infantile per la sua età (gioca molto con le bambole). Suona il violino e talvolta il violoncello e, se c'è amore nell'aria, i suoi capelli diventano una specie di cespuglio. In rarissime occasioni la si è vista assumere un comportamento serio.
- Tamika Jones, voce originale di Crystal Scales, italiana di Angela Brusa.

Una ragazza afroamericana dai capelli neri; è il maschiaccio della classe, ma suona uno strumento decisamente molto femminile, l'arpa, e oltre ad essa anche la chitarra. La sua casa sembra quella delle fiabe e, in una puntata, si scopre che possiede un Coguaro (che deve ancora finire di pagare). Eddie è innamorato di lei anche se non lo ricambia poiché lei lo detesta, nonostante gli sia amica. In un episodio s'innamora di Seamus Thelonius "La Bestia", un ragazzo grosso e grasso suonatore di batteria, che sfida Li'l D in una competizione dove lo sconfigge; egli però si rivela poi non interessato a Tamika.
- Edward "Eddie" Philip James Lawrence III, voce originale di Tom Kenny, italiana di Luigi Rosa.

Noto semplicemente come Eddie, è un ragazzo molto ricco e un po' snob, ha i capelli biondi simili a quelli di Elvis Presley e indossa sempre un maglioncino di kashmir sulle spalle. È innamorato di Tamika ma il suo amore per lei non è ricambiato, tant'è che ogni suo tentativo di corteggiamento finisce con un pugno da parte della ragazza; d'altro canto lui sembra apprezzare questo suo modo di fare e lo interpreta come una dimostrazione d'amore. Il suo strumento è il clarinetto, ma in numerose puntate lo si vede suonare altri strumenti a fiato come il sassofono, la tromba e il trombone.
- Philip "Philly" P. Phil, voce originale di Phil LaMarr, italiana di Filippo Branda.

L'inventore della classe. Sa costruire strane macchine e robot, ma le sue invenzioni non vanno quasi mai a buon fine; suona il basso e il contrabbasso. Caratterizzato da due grossi occhiali a lenti verdi e dai capelli arancioni cespugliosi tenuti da una fascia viola, indossa stivali da cowboy ed è di statura alta.
- Kim e Kam Chin, voci originali di Janice Kawaye, italiane di Anna Lana (Kim) e Camilla Gallo (Kam).

Due gemelli orientali, probabilmente coreani, nati a Columbus nell'Ohio. Kam (pronuncia Kem), pianista, è studioso e diligente mentre Kim, xilofonista (sa suonare anche le percussioni, la tastiera e il giradischi), è una ragazzina sempre alla moda. Non sopportano di essere chiamati "Kim e Kam", perché non vogliono essere considerati un'unica persona.
- Preside Luna, voce originale di Jeff Bennett, italiana di Donato Sbodio.

Il preside della scuola Westley, ha una cotta per la "Miss Mensa" Petunia Squatenchowder. Porta sempre un vestito marrone, ha i baffi ed è caratterizzato da un accento spagnolo; è solito dire "fantastico!".

### Personaggi secondari
- Cheddar Man, voce originale di Phil LaMarr, italiana di Luigi Rosa.

Imprenditore locale. Da giovane, ai tempi in cui frequentava la Westley come studente, faceva parte del gruppo formato da Sunny, i Sunny Funkaneers. Caratterizzato da un abbigliamento stravagante, è sempre in cerca di nuove idee da mettere sul mercato.
- Leela Lopez, voce originale di Jennifer Hale, italiana di Cristina Giolitti.

La giovane e bella insegnante di danza della Westley. Sunny è innamorato di lei e la cotta sembra reciproca. In un episodio veniamo a scoprire che è allergica a qualsiasi tipo di tessuto eccetto il nylon.
- Petunia Squatenchowder, voce originale di Tom Kenny.

La nuova "Miss Mensa" della scuola Westley (quella vecchia è scappata inseguita da un facocero che risiedeva in cucina). Decisamente obesa e per nulla attraente, sin dal suo arrivo ha colpito il cuore del preside Luna, anche se lei è innamorata di Sunny (inizialmente).
- Jannet "Jan" Rongetes, voce originale di Jeff Bennett.

Il bidello della Westley caratterizzato da un forte accento tedesco. Da giovane, ai tempi in cui frequentava la Westley come studente, faceva parte del gruppo formato da Sunny, i Sunny Funkaneers. Possiede una riserva di cioccolata nascosta nel suo sgabuzzino.
- T. Top Salieri.

Acerrimo nemico di Sunny, chiaramente ispirato al celebre musicista rivale di Wolfgang Amadeus Mozart. Un tempo era compagno di scuola di Sunny che gli sabotò l'esibizione in un torneo di musica. È inoltre l'insegnante di musica della scuola Eastly, rivale della Westley, e gli alunni della sua classe sono molto simili d'aspetto a quelli della classe di Sunny con la differenza che hanno nomi diversi. Lui e la sua classe tentano di vincere il torneo per le giovani bande musicali ma, grazie a Kim e Kam, falliscono e vengono sconfitti.
- Bob Sulu, voce originale di Jeff Bennett.
- Bianca Moon, voce originale di Jennifer Hale.

## Canzoni
La particolarità della serie sta nel fatto che ogni episodio, auto conclusivo e generalmente dedicato ad uno dei protagonisti, ha una canzone con un proprio videoclip. Di sotto sono elencate le canzoni dei vari episodi.

### Stagione 1
- Life Without Music:

La canzone che Li'l D e compagni cantano dopo la notizia che il loro primo insegnante di musica non insegnerà più nella loro classe, e per questo sono sconsolati credendo di non poter mai più suonare.
- Throwdown:

La canzone cantata da Sunny e dagli altri dopo che questi si è rivelato a loro.
- Oh, Peanut:

Canzone cantata dai protagonisti per il festival della nocciolina della scuola Westley.
- We Want Your Soul:

Canzone cantata da Li'l D quando questi diventa musicista della casa discografica Ruba Anime.
- A Richer Shade of Blue:

Canzone cantata da Eddie e Li'l D, la quale parla della tristezza di Eddie nonostante sia molto ricco.
- Fight the Blob:

Canzone cantata da Sunny e dal resto del gruppo che racconta del loro combattimento contro il blob.
- Banana Zoo:

Canzone cantata dai protagonisti nella giungla, per celebrare il ritorno dello gorilla nel suo zoo.
- U.F.O. Ninja:

Canzone inizialmente cantata da Sunny, poi strumentale.
- Kim Kam Jam:

Canzone cantata da Kim e Kam al torneo di musica con la quale sconfiggono la scuola Eastly.
- Luna Love:

Canzone cantata da Luna e da Sunny, in spagnolo e in inglese, che racconta dell'amore del preside per Petunia Squatenchowder.
- Crayon:

Canzone cantata da Sunny e Eddie che parla della bellezza dei colori.
- Cool Kitty:

Canzone cantata da Tamika che parla delle sue due nuove amiche.
- My Mentors:

Canzone strumentale, eseguita da Sunny.

### Stagione 2
- Farm Song:

Canzone che Kim e Sunny usano per allontanare dalla Westley le celebrità.
- Clean Up:

Canzone cantata da Li'l D mentre questi cerca di ripulire la casa di Sunny.
- Philly Phil, Come Home:

Canzone cantata da Sunny e gli altri per far tornare con loro Philly Phil, il quale ha abbandonato la Westley.
- Beast Love:

Canzone dello scontro di batteria tra Li'l D e Seamus Thelonius "La Bestia".
- Rapunzel:

Canzone strumentale in stile fiabesco.
- Fashion Your Business

Canzone cantata da Kam e Eddie per celebrare l'amore che nutrono per la stessa ragazza.
- Robot Boogie:

Canzone inizialmente cantata da Sunny, poi strumentale.